# Pános Skourlétis
Panayótis « Pános » Skourlétis (grec moderne : Παναγιώτης « Πάνος » Σκουρλέτης), né le 1er janvier 1962 à Athènes, est un homme politique grec.

## Biographie
Lors des élections législatives grecques de janvier 2015, il est élu député au Parlement grec sur la liste nationale de la SYRIZA.
Le 27 janvier 2015, il est nommé ministre du Travail et de la Solidarité sociale dans le gouvernement Tsípras I.